# جوني هارتمان
جوني هارتمان (بالإنجليزية: Johnny Hartman)‏ هو عازف جاز ومغني أمريكي، ولد في 13 يوليو 1923 في شيكاغو في الولايات المتحدة، وتوفي في 15 سبتمبر 1983 في نيويورك في الولايات المتحدة بسبب سرطان الرئة.

## وصلات خارجية
- جوني هارتمان على موقع IMDb (الإنجليزية)
- جوني هارتمان على موقع ميوزك برينز (الإنجليزية)
- جوني هارتمان على موقع أول ميوزيك (الإنجليزية)
- جوني هارتمان على موقع ديسكوغز (الإنجليزية)